# 柚木和奏
柚木 和奏（ゆずき わかな、1992年6月11日 - ）は、日本のAV女優。

## 略歴・人物
群馬県出身。2014年9月にマキシングの専属女優としてデビューした、巨乳（Gカップ）のAV女優。当時の芸名は紺野 まこ（こんの まこ）で所属事務所はエルプロモーション。2016年にGIRFY（ギルフィ）に移籍したのに伴い今の芸名に改名。

## 出演作品

### アダルトDVD
2014年
- 新人 紺野まこ 某温泉街にある有名高級老舗旅館の一人娘が期間限定専属AVデビュー!!（9月16日、マキシング）
- 初中出し! 〜子宮で感じる温かい生ザーメン〜（10月16日、マキシング）
- 生ハメ中出し巨乳ソープランド（11月16日、マキシング）

2015年
- 媚薬オイルが効きすぎて1度のセックスでは物足りず、連続2回&中出しさせる発情ギャル（1月1日、DOC）他出演:香山美桜、さくら悠
- マセガキ専用肉便器 巨乳家政婦編（1月8日、ROCKET）他出演:市来美保
- 揉みたい若妻 まこ（1月9日、光夜蝶）
- ドMで淫乱なGカップ不倫妻を汗だく中出しでヒィヒィ言うほどのガン突き性交（1月9日、NON）
- 清楚な巨乳娘・まこ わたしのご奉仕&絶頂FUCK見てください…。（1月13日、オーロラプロジェクト）
- 夫婦喧嘩をして全裸で閉め出された巨乳妻とそれを見てしまった隣人の僕 パート2（1月22日、ROCKET）他出演:市来美保
- 揉みたい若妻 まこ 2（2月6日、光夜蝶）
- 紺野まこの汗だく、種付け、ガチSEX（2月13日、HERO）
- 妹の爆乳は一見にしかず Feb.2015 紺野まこ Hカップ98cm（2月20日、チェリーズ）
- 真面目な姉にどうやら初めての彼氏が出来たみたい。経験が少ない姉は、相当Hに興味があるらしく、僕にHな質問をしている内に姉の目付きが急に変わって僕の股間を見つめ出したので姉の好きにさせたら超ドエロな女で大変だった件(笑)（3月6日、NON）他出演:あおば結衣、桜ももい、桜木優希音、星空もあ、大西りんか
- 件名:ホテルの客室係です。裸Yシャツメガネの極上ガリ巨乳が泊まっているホテルの部屋番号を教えるので、マスターキーで部屋に侵入し、犯してやってくれません? 部屋とYシャツとメガネ巨乳 8（3月20日、チェリーズ
- 発情中 ダメとわかっててもブレーキの出来ない女たち（4月1日、FAプロ）他出演:水川杏奈、小泉ゆめ
- 夜這い村に嫁いだ爆乳嫁 四（4月3日、クリスタル映像）
- おねがい見せないで…、夫に見せた事がないほど乱れるセックスをしてしまった妻たち…（4月4日、NON）他出演:希咲エマ
- 女先輩の家は裸族だった! 巨乳三姉妹全裸家庭内痴漢中出し（4月15日、ピーターズ）共演:蓮実クレア、かのんこゆる
- 紺野まこ the BEST（4月16日、マキシング）※総集編
- 職場体験学習で在宅サービスセンターに来ました。ご高齢者の方々に喜んでいただける様、一生懸命頑張ります。初日から遅刻して来た爆乳生徒 紺野まこHカップ98cm（4月17日、チェリーズ）
- 献身的な巨乳妻は夫の為に躰を捧げ痙攣するほどイキまくる（4月23日、ヒビノ）
- ナマ姦不倫 11（5月2日、光夜蝶）他出演:星野ひびき
- Hカップな巨乳エロ漫画先生!（5月21日、グローリークエスト）
- 美少女即ハメ白書 36（5月22日、ソクハメラボ）他出演:黒瀬萌衣、大島ゆず奈、芹沢さくら
- E-OPPAI 巨乳ヤリマン適性検査（5月22日、チェリーズ）他出演:滝川ソフィア、橘なお、愛乃なみ、桜木美央 ほか
- AV女優 紺野まこ…そして壊れる… ドM洗脳・体液ドロドロえび反り絶頂調教（6月5日、h.m.p）
- 「もう死んだってかまわない!」 超ラッキーの連続で巻き起こるスケベ過ぎる一日!鼻血が止まらないくらいの夢のエロハプニング続出! 3（6月7日、ゴールデンタイム）他出演:武藤つぐみ、海野空詩、雪平こよみ、金井みお、真名瀬りか、水河愛莉、綾瀬ナミ、紗藤まゆ、椿かなり、古川ゆみ
- 公衆トイレで勝手に早ヌキ選手権! 紺野ひかる、紺野まこ、白咲碧、小西まりえが都内某駅ビルのトイレにやって来た一般男性を射精させるまで何分?（6月7日、お夜食カンパニー）他出演:紺野ひかる、白咲碧、小西まりえ
- 友人の妻はドスケベ家庭教師（6月19日、ヴィーナス）
- Hカップ93cm 乳揉みまくり吸いまくり堪能セックス! ボイン紺野まこボックス（6月19日、ABC）
- 卑猥に絶句、果て無き性欲の虜（6月19日、TEPPAN）
- 美少女性交ドキュメント。 媚薬と優等生と生中出し 仮名)まこ（6月26日、宇宙企画）
- 体調を崩した僕を介護してくれた優しい母の胸元から見えた下着で勃起してしまった僕の股間を母が見て「こっちは元気なのね?」とドキッとする笑顔で言われたので思わず「うん…」答えたら、大人のテクで僕のチ●ポをゆっくり弄び始めた件。（7月4日、NON）他出演:七草ちとせ、雪平こよみ、柏木りか、折原ほのか、香山美桜
- 超ドアップ見せつけオナニー 「おま○ことアナルい〜っぱい見てっ!! 私と一緒にいこうね♥」（7月15日、プリモ）他出演:本田莉子、あゆみ翼、山本美和子、あやね遥菜、宮野ゆかな、篠宮奈津子、虹川そら、瞳れい、美木ななみ、葉月美音、沢木えりか
- 膣内射精できるい・い・な・り巨乳義母（7月19日、ヴィーナス）
- 紺野まこ、まるっと4時間やられっぱなし（8月1日、NON）
- 大きくなりすぎた乳房が感じすぎて止まらない義母（8月1日、ABC）
- 社会派ねとられドラマ 精子バンクを訪れた夫婦（8月7日、JET映像）
- SEXを妄想しながら淫語オナニー 2（8月21日、虎堂）他出演:さとう愛理、宇野ゆかり、仁奈るあ、若月まりあ、桜ちなみ、葉山美空
- 公衆トイレで勝手に拘束羞恥露出!都内某駅ビルの男子トイレに人気AV女優（乙葉ななせ・杏咲望・事原みゆ・紺野まこ・椿かなり）をエロ下着一枚で60分間拘束したらいったいどうなる!?（9月7日、お夜食カンパニー）他出演:乙葉ななせ、杏咲望、事原みゆ、椿かなり
- おしゃぶり大好きスケベ痴女の極上Wフェラチオ（9月11日、REAL）共演:さとう愛理　他出演:青木真奈美、宇野ゆかり、八束みこと、北川エリカ、仁奈るあ、桜ちなみ、若月まりあ、横田まゆ
- オトナのカラダになった巨乳の妹が、目線とチラリズムで僕を誘惑し優しく中出し懇願（9月11日、V&R PRODUCE）
- 完全撮り下ろし 巨乳夜這い（10月1日、ABC）他出演:北嶋あん、三好亜矢、二葉しずく、初美沙希、小南すず、八束みこと、藤森亜紀
- 借金若妻 背徳の接吻返済 執拗な濃厚接吻で発情させられてしまったカラダ（10月8日、ヒビノ）共演:桜木優希音、夏目優希
- SUPERLADY ALICE（10月9日、GIGA）
- 即挿入!! 家事が捗って仕方がない美熟女（11月19日、ABC）他出演:香山美桜、小口田桂子、工藤美紗、浜崎真緒、高山えみり、武藤あやか、松井優子、谷原ゆき